# 帝都物語
『帝都物語』（ていとものがたり）は、荒俣宏による日本の小説、またこれを原作とする映画、アニメ、漫画。

## 概要
1985年（昭和60年）から発表された荒俣宏の小説デビュー作である。1987年（昭和62年）の第8回日本SF大賞を受賞し、1988年（昭和63年）には映画化された他、様々なメディアミックスが行われ、荒俣の出世作となった。1983年創刊の角川書店の『小説王』に創刊号から通巻13号の1984年13号まで13回が連載され、その後は新書判レーベル「カドカワノベルズ」の書き下ろしで発表された。ベストセラーとなり、荒俣は印税を約1億5千万円得たが、たちまち書籍の収集費に消えてしまった。
平将門の怨霊により帝都破壊を目論む魔人・加藤保憲とその野望を阻止すべく立ち向う人々との攻防を描いた作品。明治末期から昭和73年まで約100年に亘る壮大な物語であり、史実や実在の人物が物語に絡んでいるのが特徴。著者の荒俣宏がこれまでに蓄積した博物学や神秘学の知識を総動員しており、風水を本格的に扱ったおそらくは日本最初の小説と目される。陰陽道、風水、奇門遁甲などの用語を定着させた作品でもある。
外伝として江戸時代を舞台にした『帝都幻談』、幕末期を舞台とした『新帝都物語』『龍神村木偶茶屋』が執筆された。また設定が本シリーズと若干異なるが、『妖怪大戦争』にも加藤保憲が登場する。

## 各篇一覧
- 帝都物語1 神霊篇
- 帝都物語2 魔都（バビロン）篇
- 帝都物語3 大震災（カタストロフ）篇
- 帝都物語4 龍動篇
- 帝都物語5 魔王篇
- 帝都物語6 不死鳥篇
- 帝都物語7 百鬼夜行篇
- 帝都物語8 未来宮篇
- 帝都物語9 喪神篇
- 帝都物語10 復活篇
本作で一旦完結であり、時系列を遡って外伝的に11、12が書かれた。角川文庫新装版は時系列順に配列されており、順序が異なる[注釈 2]。
- 帝都物語11 戦争（ウォーズ）篇
- 帝都物語12 大東亜篇
- 帝都物語外伝 機関（からくり）童子

## カバーイラスト
- 月刊小説王 連載版 秋山貴彦
- カドカワノベルズ版 丸尾末広
- 角川文庫版1 - 3巻 天野喜孝（4巻以降、および1 - 3巻の重版は映画のワンシーンを使用）
- 角川文庫新装版 田島昭宇

## 登場人物

### 架空の人物
加藤保憲（）
明治40年から帝都崩壊をもくろんできた怪人。陸軍少尉。のち中尉。帝都に怨霊を換び、古来最も恐れられた呪殺の秘法「蠱術」を使う。陰陽道、奇門遁甲に通じ、目に見えぬ鬼神「式神」をあやつる。辰宮由佳理を誘拐した真の目的は何か。帝都の命運はこの怪人物の手中に握られている。

#### 辰宮家
辰宮 洋一郎（）
大蔵省官吏。物語冒頭、平将門を降ろす依童として加藤に利用される。
帝都改造計画に加わり、明治末期から大正にかけての歴史の奔流も目撃する。
妹の由佳里に執着しており、彼女が霊能力を持つに至った経緯や雪子の出生に関わりを持つ。
辰宮 由佳理（）
洋一郎の妹。将門の依童となる程に強力な霊能力者であり、加藤や北に狙われる。
強度のヒステリー症状ないしは一種の霊能を有し、そのために奇怪な事件に巻き込まれる。精神を病んで森田正馬医師の治療を受けるが、帝都に撒かれた怨念と復讐の種子は彼女を通じて不気味に開花する。
幼少期の体験から兄に対して恋愛感情を抱き、結ばれて雪子を産んだ。
辰宮 雪子（）
由佳里の娘。母から霊能力を受け継ぎ、加藤に狙われた。実は伯父でもある母の実兄・洋一郎を父とする禁忌の子。
品川のカフェで女給として働いているが、二・二六事件に深くかかわっている。
目方 恵子（）
辰宮洋一郎の妻。相馬俤神社の巫女。辰宮家と帝都を守るべく将門の巫女として加藤と戦うも敗れ、それでも肉体を与えることで加藤の怨念を鎮めた。真に男と女として求め合い身も心も結ばれ、帝都の怨敵と結ばれても至福を得たと地獄に墜ちる覚悟を綴った手紙を父に送り満州に去る。
戦後に解放され、美千代や二美子といった後継者を育成しながら加藤と戦い続けた。自身の死期が迫っていることを悟り、美千代らに後を託して命を絶ち、後に「あなた」と加藤を呼んで迎え入れた。

#### その他の人物
鳴滝 純一（）
理学士。洋一郎の旧友。東京帝国大理科大学に籍を置く。純朴な性格だが、由佳理を思い続けるあまり、暴走することもある。
戦後、人胆の効用で長寿と財産を得て、由佳里の霊を呼び戻して閉じ込めたり異常な行動に走る。
平井 保昌（）
陰陽師の名家・土御門家一門の総帥。
秘術を尽くして宿敵とわたりあうが、明治天皇崩御に接し自刃。
鬼殺しの英雄源頼光に仕えた武者に同名の人物がおり、奇しくも明治版「羅生門の鬼」事件に遭遇する。
クラウス
救世軍の医師。加藤に精神を狂わされた辰宮母子の治療にあたる。
黒田 茂丸（）
風水師。風水を操り寺田、恵子と協力し加藤と戦う。死闘の場に駆け付けた際、すべては終わり恵子が身体を与えて赤子のように求める加藤の姿を目撃した。
後に北海道へ帰るが、終戦直前に森繁久弥と共に恵子を探しに満州を訪れる。
トマーゾ
帝都支配を目論むメソニック協会日本支部を牛耳る、年齢が130歳を超える謎のイタリア人。
重い障害を患っているが、特殊な力を持つ宝石「世界の眼（オクルス・ムンディ）」で補っている。また髪を意のままに操る事ができる。
鳴滝 二美子（）
鳴滝の養子。多大な犠牲を出す事を厭わず、野望を推し進める養父に心を痛める。
大沢 美千代（）
ある人物の転生として誕生し、前世の記憶に目覚めていく。
団 宗治（）
大沢美千代と協力して、オカルト知識やコンピュータを駆使し、加藤の放った水虎や式神と対決した。
単行本10巻収録の対談において、挿絵担当の丸尾が「団は荒俣さん」と言っている事から、名前の由来は荒俣宏のペンネーム「団 精二」を捩ったものと思われる。
土師 金凰（）
土師氏の棟梁。団や春樹と協力して加藤と戦う。
梅小路 文麿（）
華族出身の人物。新時代の為に天皇を人胆の力で生かし続けていた。

## 実在の人物
以下実在の人物の詳細は全て、名前部分のリンク先も参照。
また本稿における各個人の評伝は、作中におけるキャラクターであり実存人物とは異なるので注意されたし。

平将門（たいら の まさかど）
帝都東京を守護する亡霊。ストーリーの根幹をなす最も重要な人物。
平安期関東最大の英雄。中央集権に刃向かい、関東を独立国家化したため討伐されたが、その一生は関東ユートピア設立のためにささげられた。現在もなお大手町のビルの一角に残る将門首塚は、すでに千年間、東京の中心を鎮護しつづけている。

佐藤信淵 (さとう のぶひろ)
江戸末期の経世家、鉱山技術家、兵法家。ユートピアをめざし、将門ゆかりの印旛沼をはじめ内洋すべてを干拓した生産性の向上をもとめた人物。彼の『宇内混同秘策』は神道家平田篤胤等の奇怪な日本中心主義を借りて、全世界を征服するための青写真を描いた一大奇書であり、この中に「東京」という名称が初めて用いられたとされる。
渋沢栄一（しぶさわ えいいち）
帝都東京を物理的、霊的に守護された都市にしようと秘密会議を開く。
明治末期東京を代表する実業家で、自由競争経済建設の指導者。
パリ万博におもむいた幕府使節団の一人で、第一国立銀行の設立の頭取をつとめるなど金融体制の設立にも力があった。
儒教理論の持ち主らしく、怪異・神秘に対しては「怪力乱神を語らず」の姿勢を通した。
幸田露伴（こうだ ろはん）
膨大な魔術知識を駆使して魔人加藤と戦い、追い詰める。
本名は幸田成行。明治最大の東洋神秘研究家の一人。その著『魔法修行者』『頭脳論』などと並び因縁めいた評伝『平将門』などは、『帝都物語』の読者には必携必読であろう。
『八犬伝』の熱烈な支持者でもあった。
また彼には『一国の首都』と題した長大な東京改造計画論があり、後年には寺田寅彦と親交を結び、渋沢栄一の伝記も著している。
寺田寅彦（てらだ とらひこ）
渋沢の秘密会議に出席、その場で加藤と出会い、露伴とは別に加藤と戦う。
日本を代表する超博物学者、夏目漱石の一番弟子。江戸末期にふとした事件から実弟を手にかけて死なせた父のやるせない思いを無意識に受け継ぐ一方、物理学者でありながら超自然や怪異への限りない興味をいだきつづけた。
迫りくる東京滅亡必死で喰いとめようとする少壮の学士。

カール・ハウスホーファー
ミュンヘンに生まれ、一八八七年にドイツ陸軍の将官としてインド、東アジア、シベリアを旅行し、一九〇九年から約二年日本にも滞在した。
日本においては「緑竜」なる結社に入会したとされる。
地政学（ゲオポリティーク）を戦争の化学に高め、初代ナチズムの神秘的な教養を形成する影の参謀となった。
また後年ミュンヘン大学の教授・学長を歴任、敗戦ののち割腹自殺を遂げた。

織田完之（おだ かんし）
平将門の名誉回復に尽力した。
三河の国の豪農の家に生まれ勤王派に加わり、桂小五郎や高杉晋作らと交友したが、維新後は明治政府の農業・干拓事業を担当、とりわけ印旛沼の治水事業に力を入れた。二十五年に引退し碑文協会を設立、以来、二宮尊徳・佐藤信淵の思想の体系的紹介に尽力した。
森田正馬（もりた まさたけ）
精神科神経科医であり、クラウスと共に辰宮母子の治療にあたる。
日本近代の精神医学者、治療家。寺田寅彦が幼少期を過ごした高知に生まれ、犬神憑などの霊現象を研究した。
のち「森田療法」と知られている独創的な精神病治療法を確立した。
西村真琴（にしむら まこと）
地下鉄工事現場に巣食う鬼を人造人間「學天則」で退治する。映画版で演じた俳優の西村晃は、西村真琴の実子である。
中島莞爾（なかじま かんじ）
陸軍少尉。雪子と恋仲となるも、北一輝に傾倒し、二・二六事件に参加する。
事件後、怨霊となって三島にとり憑く。
北一輝（きた いっき）
『日本改造法案大綱』を掲げ、革命を目論む人物。シャーマンであり、革命を阻害する将門を倒す為、暗躍する。
石原莞爾（いしわら かんじ）
『世界最終戦論』を掲げ、北一輝と同じ法華経オカルティストでありながら、二・二六事件にて立場の違いから対立する。
大谷光瑞（おおたに こうずい）
加持祈祷による米英ソの戦争指導者の呪殺を画策する。
甘粕正彦（あまかす まさひこ）
加藤やトマーゾと関わりを持ち、満州国で暗躍する。東条英機の子飼いであり、満洲警察庁長官。
愛新覚羅溥儀（あいしんかくら ふぎ）
清王朝の血を引く満州国の皇帝（ラストエンペラー）。関東軍の監視の目に疲れ、オカルティズムに傾倒するようになる。
大川周明（おおかわ しゅうめい）
帝都の奥津城に眠る怨霊の正体を探るという命を加藤より受けるが、それを阻止せんとする地霊に精神を狂わされた。
三島由紀夫（みしま ゆきお）
中島の霊に憑かれていた大蔵省官吏。後に小説家に転向する。
自衛隊に体験入隊し、加藤から訓練を受ける。その後、大川同様に帝都の奥津城に眠る怨霊の正体を探る為、市ヶ谷駐屯地で割腹する。
角川源義（かどかわ げんよし）
帝都の怨霊鎮魂のため、人骨を砕いた灰を撒き続けた。
角川春樹（かどかわ はるき）
源義の子。角川書店社長となるも、突如出奔し、奈須香宇宙大神宮の大宮司として東京の破滅を見届ける。
辻政信（つじ まさのぶ）
陸軍将校。戦後東南アジアに潜入し、ドルジェフと闘う。
セルゲイ・ドルジェフ
民族解放運動の中心者。邪視を用いる超能力者。
学生運動のリーダーに呼ばれて来日し、恵子や加藤と戦う。
フサコ・イトー
ドルジェフの側近。
藤森照信（ふじもり てるのぶ）
路上観察学会の建築史家。鳴滝の依頼により震災の瓦礫を発掘する。
滝本誠（たきもと まこと）
団の友人のジャーナリスト。政府の陰謀を察し、行動する。

## 映画版
小説を原作とし、映画が3作製作・公開されている。合成部分にハイビジョンが使われ、日本初の本格的ハイビジョン VFX 映画となった。
2015年8月8日には第1・2作を1セットにしたBlu-ray Discソフトが『帝都 Blu-ray COMPLETE BOX』と題して発売された。

### 帝都物語
原作の「神霊篇」から「龍動篇」までを映画化。1988年（昭和63年）1月30日公開。製作費は10億円の大作で、出演者にも勝新太郎・平幹二朗らを起用。東京グランギニョルの演劇『ガラチア帝都物語』に出演したことがきっかけで加藤役に抜擢された嶋田久作はこれが映画デビュー作であったが、その強烈なキャラクターも評判となった。他に、話題のあるキャストとしては、西村真琴を実子の西村晃が演じている。配給収入は10億5,000万円で、その年の日本映画の8位という成績を挙げている。
監督の実相寺昭雄を始め、撮影・中堀正夫、視覚効果・中野稔など「ウルトラシリーズ」を手掛けたスタッフが多く参加した。中野稔は「『首都消失』や『竹取物語』が円谷SFXの伝統的スタイルの継承とすれば、『帝都物語』は『ウルトラシリーズ』のSFXの系譜に連なるものを、さらに発展・拡大した形と言える」と述べている。また、原口智生は本作での交流がきっかけで三池敏夫と樋口真嗣を『ミカドロイド』に起用しており、この3名は後に「ガメラシリーズ」とその関連作品に携わっている。また、三池は『ガンヘッド』の折に樋口に敵ミサイルのデザインを依頼しており、これも『帝都物語』での交流が由来である。
ロケセットは、同年公開の崔洋一監督の映画『花のあすか組!』に流用された。

#### 企画
一瀬隆重プロデューサーが1984年に『星くず兄弟の伝説』を作る際、セゾングループが資金を出してくれ、それが縁で一瀬は西武百貨店の社員になった。そこから出向したのが「エクゼ」という会社で、そこで一緒に仕事をしていた人から「『帝都物語』をやりたい」と言われた。それで一瀬がヘッドプロデューサー的なポジションになり、実相寺昭雄監督を口説きにいった。クリーチャーデザインのH・R・ギーガー起用は、たまたま当時西武百貨店で「ギーガー展」をやっていて、来日していたから直接ギーガーに会い、「こういう映画をやるんだけど、画を描いて下さい」と頼んだら、あっさり「いいよ」と引き受けてくれた。ギーガーは後で「クリーチャーの出来が酷い」と言ったが、当時の日本の技術では精一杯だった。
また一瀬も当時は20代半ばで、堤清二の息子・堤康二と二人で東宝に配給を頼みに行ったら「そんな映画、君たちで作れるの？」と笑われたという。

#### 脚本
脚本は実相寺監督からの推薦で、岸田理生が書いていたが、一瀬が岸田のホンだと娯楽映画にならないなと岸田を降ろし、一瀬が林海象に頼み、二人で神楽坂の旅館「和可葉」に籠り脚本を書いた。林は「豪華キャストが揃う絵巻物のような映画を」という注文を受け、正月映画と聞いていたので、自身の好きな東映オールスターによる仁侠映画『純子引退記念映画 関東緋桜一家』をイメージして脚本を書いたと述べている。

#### キャスティング
加藤保憲役のキャスティングは難航した。一瀬と林は当初から嶋田久作で構想していたが、配給の東宝は「主演は有名な人で」と難色を示した。そこで坂本龍一などを候補に挙げた末、小林薫が内定。その後、小林側から監督に会いたいと要望があり、一瀬と実相寺が二人で東京全日空ホテルで小林と対面した。その際、小林は実相寺に「加藤はなぜ東京を壊そうとするのか」「加藤の精神的なバックボーンは何か」等と質問責めに遭わせたため、実相寺は思わず「そんなもんないですよ」「ゴジラみたいなものですから」と言ってしまい、後日、小林の事務所から断りの連絡があった。その間に助演で勝新太郎、平幹二朗、石田純一、原田美枝子、坂東玉三郎と豪華キャストが次々決まり、東宝から「もう加藤は誰でもいい」と承諾を得たという。
嶋田久作の抜擢は、劇団東京グランギニョルで『ガラチア/帝都物語』の舞台に出ていたなど、複合的な要因であるが、嶋田は役者に特別執着はなく、オファーされた当時は元の庭師の仕事に戻っていた。一瀬が嶋田に正式にオファーした時の嶋田の返事は「（植木屋の）親方に相談させて下さい」だった。親方から「役者をやった方がいいよ」と言われ、正式にオファーを受けた。嶋田自身は「実はもともと別の方が決まっていたんですが、頓挫したんです。荒俣宏先生は伊藤雄之助さんのイメージで加藤保憲を書いたそうで、似た顔の男がいる(笑)そんな感じの抜擢でしょう」と話している。また脚本はよく分からなかったと話しており「大河ドラマぐらい尺を取らないと収まり切れない作品ですよね。ストーリー的には破綻していると思うけど、でもバブルが弾ける直前だった当時の高揚感が、物語の中で描かれた明治から昭和初期までの、伸びやかな時代の野放図さと巧くリンクしていたと思います」などと述べている。

#### 撮影
実相寺監督は嶋田の芝居がヘタ過ぎて相当イライラしていたという。熱かったり危なかったり、危険な撮影が続き、目の前で火柱が上がる撮影で、嶋田が両手首を火傷し、病院に直行した。「収拾がつかない状態で繰り広げられた壮大なお祭りのような撮影だった」と話している。嶋田は「撮影は3ヶ月あった」と話しているが、一瀬によれば日本初の本格的ハイビジョン VFX 映画で、ソニーの全面協力はあったものの、簡単な撮影に半日かかったりし、撮影に難航したという。嶋田が現場には行ったが、出番なしの日が多く、感覚的には「自分の出番は7日間ぐらいだったように思う」と話している。アーヴィン・カーシュナーが撮影を見学に来たが、観てガッカリしているようだったという。

#### オープンセット
昭島市の昭和の森で総工費3億円、45日間を費やして、銀座4丁目交差点から新橋方面の街並みを150メートル、3,000坪にわたって再現。銀座通りを走る市電も2,000万円を使って製造された。銀座のオープンセットでは、のべ3,000人のエキストラを起用。時代考証の細緻さが注目を浴びた。

#### クリーチャー
式神だけで50体を越すクリーチャーが登場しているが、10人以上のクリエーターが競作で作り上げた。ワイヤーコントロールやマペットによって、さまざまな動きが施された。動く式神や全身を使う式神は、アニメーター・真賀里文子によって、完成作品にして1分間のシーンを1秒間に24コマ撮影する特撮カットを撮影した。クライマックスに登場する加藤の使い魔・護法童子はH・R・ギーガーのデザインによるもの。ギーガーは当初映画全体のデザインを希望したが、準備期間が彼のスケジュールと合わなかったため断念。結局コンセプチュアル・デザイナーとして参加した。

#### HDVS
ソニーPCLの全面協力を得て、HDVS（高品位ビデオシステム）として日本映画で初めてハイビジョンが本格導入された。作品中では冒頭の土御門家のシーンやクライマックスの辰宮恵子と護法童子との対決シーンに約6分間使用されている。本作によりハイビジョンの映画応用がビジネス的に見ても成立することが実証され、多くの作品制作にハイビジョンが使われていくきっかけを作った。

#### テーマ曲
テーマ曲にはクラシックをアレンジしたものがある。
- 冒頭のストーリーから加藤登場まではラインの黄金の前奏曲
- 加藤が隅田川を渡るシーンでは復活の第1楽章
- エンディングにはこうもりの序曲を使用している。実相寺は当初メヌエットを要求していたが、20世紀初頭という時代背景からワルツの方が相応しいとの石井の主張でこの選曲となった（サントラCDライナーノート[要文献特定詳細情報]）。

#### サウンドトラック
- 「帝都物語｣オリジナル・サウンドトラック
- 発売日 - 1988/01/25
- メーカー - ポリドール・レコード
- 演奏 - 新日本フィルハーモニー交響楽団
- 指揮 - 大友直人

1. 前奏曲(交響的組曲「帝都物語」)
2. 地脈(交響的組曲「帝都物語」)
3. 建設(交響的組曲「帝都物語」)
4. 破壊(交響的組曲「帝都物語」)
5. モダニズム(交響的組曲「帝都物語」)
6. 闘い(交響的組曲「帝都物語」)
7. 祈り(交響的組曲「帝都物語」)

#### 出演者
- 渋沢栄一 - 勝新太郎
- 加藤保憲 - 嶋田久作（第3回高崎映画祭新人賞）
- 辰宮洋一郎 - 石田純一
- 辰宮恵子 - 原田美枝子
- 辰宮由佳理 - 姿晴香
- 辰宮雪子 - 山本清美
- 寺田寅彦 - 寺泉憲
- 鳴滝順一 - 佐野史郎
- 西村あずさ - 安永亜衣
- 今和次郎 - いとうせいこう[注釈 5]
- 黒田茂丸 - 桂三枝
- 泉鏡花 - 坂東玉三郎（松竹/特別出演）
- 早川徳次 - 宍戸錠
- 大河内正敏 - 寺田農
- 森鷗外 - 中村嘉葎雄
- 織田完之 - 大滝秀治
- 工藤 - 峰岸徹
- 田上亮吉 - 井川比佐志
- 陰陽師1 - 日野利彦
- 陰陽師2 - 長江英和
- 江戸っ子1 - ルイス
- 江戸っ子2 - 三遊亭好楽
- 江戸っ子3 - 三遊亭円橘
- 口上1 - 今井重美
- 口上2 - 高橋令子
- 口上3 - 岸芳生
- 紅巾の女 - 中川比佐子
- 紅巾の男 - 修建
- 撞球場の女 - 志水季里子
- ビヤホールの客 - 荒俣宏（クレジットなし）
- 声：飯塚昭三・山田栄子・千葉繁・立木文彦・龍田直樹・西村智博・大塚芳忠・古田信幸・中村大樹・松本保典
- 西村真琴 - 西村晃
- 目方新 - 島田正吾
- 幸田露伴 - 高橋幸治
- 平井保昌 - 平幹二朗

#### スタッフ
- 原作 - 荒俣宏「帝都物語」
- 脚本 - 林海象
- 監督 - 実相寺昭雄
- 製作 - 堤康二
- エグゼクティブ・プロデューサー - 一瀬隆重
- ビジュアルプロデューサー - 久里耕介
- ビジュアルスーパーバイザー - 大木淳吉
- 撮影 - 中堀正夫
- 美術監督 - 木村威夫
- 特殊美術 - 池谷仙克
- 特殊美術デザイナー：大澤哲三、丸尾知行、藤田泰男
- 録音 - 瀬川徹夫
- 編集 - 浦岡敬一
- 記録 - 宍倉徳子
- 助監督 - 服部光則、油谷誠至、酒井直人、小林浩一、千葉英樹
- セカンドユニット助監督 - 北浦嗣巳、生田聰、高橋巌
- 殺陣 - 宇仁貫三
- 音楽監督 - 石井眞木
- サウンドトラック演奏 - 新日本フィルハーモニー交響楽団、指揮・大友直人
- 音響アドバイザー - 斯波重治（オムニバスプロモーション）
- 音響効果 - 小島良雄（東洋音響）、佐藤一俊（E&M）
- コンセプチュアルデザイナー - H・R・ギーガー
- イメージ・デザイン - 椋尾篁
- 視覚効果 - 中野稔
- コンテ作画 - 樋口真嗣
- 背画 - 島倉二千六
- スペシャルメーキャップ - 原口智生
- ミニチュア造形 - 高屋文治（マーブリング・ファインアーツ） 緒賀由彦（シード） 小川正晴（オガワモデリング）
- 撮影協力 - 神田神社、外神田文化体育会、昭和飛行機工業、サッポロライオン（銀座ライオン七丁目店）、東野高等学校、地下鉄博物館、丸善、細倉鉱業
- MA - アオイスタジオ
- 現像 - IMAGICA
- スタジオ - 東宝スタジオ、大映スタジオ、生田スタジオ
- プロデューサー - 飯泉征吉
- 企画協力 - 西洋環境開発
- 製作協力 - 株式会社ウイズ、大王製紙
- 製作 - 株式会社エクゼ
- 配給 - 東宝

### 帝都大戦
1989年（平成元年）9月15日公開。原作の「戦争編」を映画化。監督は前作でエグゼクティブ・プロデューサーを務めた一瀬隆重で、総監督はラン・ナイチョイ（藍乃才）。アクション監督は香港映画「チャイニーズ・ゴースト・ストーリー」の武術指導を手掛けたフィリップ・コク(郭追)。
続編構想の際、一瀬は再び実相寺昭雄に監督依頼を考えていたが、当時所属していたセゾングループに陰りが見え始め、製作費を前作の半分に減らされた。そこでアクション映画に寄せようと思い付き、『孔雀王』を撮ったラン・ナイチョイに依頼したが、日本人スタッフとの意思疎通が不安等の理由で土壇場で降板された。クランクインも迫り、周囲の説得により一瀬自らが監督に就任。キャスティングも全て一瀬が行った。
難解という声が多かった前作とはコンセプトを変えてシンプルな娯楽活劇となり、登場人物の設定なども原作からは変更されている。この事については、荒俣自身も「今回は原作と映画は相当違いますんで、原作を読んだ人は怒らないで欲しい」とコメントしている。
オープンセットは「帝都物語」を超える規模で長崎県佐世保市に造られた。長崎ロケは約1ヶ月行われたが、連日雨で混乱した。前作のようなミニチュアはほとんど使わず、オープンセットでのアクションが中心となった。一瀬は「監督とプロデューサーの二つを同時にやるのはムリ、二度と監督はやりたくない」と話している。

#### 出演者
- 中村雄昴 - 加藤昌也
- 辰宮雪子 - 南果歩
- 加藤保憲 - 嶋田久作
- 美緒 - 戸垣恵理子
- 水木玲子 - 野沢直子
- 東亜商会担当者 - 荒俣宏
- 平将門（声） - 飯塚昭三
- 水野博士 - 土屋嘉男
- 二村技師長 - 中丸忠雄
- 森少尉 - 斎藤洋介
- 小笠原真教 - 高橋長英
- 東條英機 - 草薙幸二郎
- 近衛文麿 - 日下武史
- 観阿弥光凰 - 丹波哲郎
- アドルフ・ヒトラー - ビョウーム・ルーライ
- アルベルト・シュペーア - アイデン・ヤマンラール
- エヴァ・ブラウン - アーニャ・シュッツバッハ

#### スタッフ
- 原作 - 荒俣宏「帝都物語11 戦争編」
- 総監督 - ラン・ナイチョイ（藍乃才）
- 監督 - 一瀬隆重
- 脚本 - 植岡喜晴、李美儀
- 超現実視覚効果 - スクリーミング・マッド・ジョージ
- アクション監督 - フィリップ・コク(郭追)
- 撮影 - 安藤庄平
- 照明 - 梅谷茂
- 録音 - 井家眞紀夫
- 音響効果 - 倉橋静男、柴崎憲治（サウンドボックス）
- 編集 - 板垣恵一
- セカンドユニット監督 - 武井法政
- 音楽 - 上野耕路
- スペシャルメイク - 原口智生
- 視覚効果 - 島村達雄
- 技斗 - 深作覚
- スタジオ - 東映東京撮影所
- MA - 東京テレビセンター
- プロデューサー - 久里耕介、神野智
- 企画協力 - 西洋環境開発
- 製作協力 - 大王製紙、IMAGICA
- 製作 - 株式会社エクゼ
- 配給 - 東宝

#### サウンドトラック
- 帝都大戦 オリジナル・サウンドトラック
- 発売日 - 2013年12月4日
- メーカー - ユニバーサルミュージック

1. 序章 (M1)
2. 流転する運命 (M2)
3. 復活-怨霊たちの慟哭- (M3)
4. 美緒の悲劇 (M4)
5. 凶兆 (M5)
6. 夢による警告 (M6)
7. 禁断の力 (M7)
8. 異形者の哀しみ (M8)
9. 瑠璃の色 (M9)
10. 邂逅 (M10)
11. 選ばれし者の愛の形態 (M11)
12. 束の間の雪でさえも (M12)
13. 迫りくる魔人 (M13)
14. 有楽町・路地I (M14)
15. 有楽町・路地II (M15)
16. 雪子の残像 (M17)
17. この身、我物にあらず (M18)
18. 地上の愛 (M20)
19. 破壊さるる帝都~中村の決意 (M21)
20. 夢の迷路 (M22)
21. 調伏の理法 (M24)
22. 決死の反撃 (M25)
23. 地の底から (特報M)
24. 怨霊の力 (M26A)
25. 怨霊の力 (M26B)
26. 感応しあう二人 (M27)
27. 霊力の闘い (M28-1)
28. 怨霊、敗るる… (M28-2)
29. 祈念成就 (M28-3)
30. 救い (M28-4)
31. 終章 (M29)
32. Heaven Knows

### 帝都物語 外伝
1995年（平成7年）7月15日公開。
「帝都物語外伝 機関童子」を原作とするが、内容は大幅に異なる。精神病院を舞台に現代の社会病理を描いているが、書籍『日本特撮・幻想映画全集』（勁文社、1997年）ではストーリーについて欲張りすぎの感があると評している。

#### 出演者
- 柳瀬仁哉 - 西村和彦
- 美千代 - 鈴木砂羽
- 鳴滝淳一 - 山谷初男
- 辰宮恵子 - 白川和子
- 西条院長 - ベンガル
- 刑事 - きたろう
- 堀 - 神戸浩
- 池田 - 小倉一郎
- 大沢成道 - 金子研三
- 女 - 角松かのり

#### スタッフ
- 監督 - 橋本以蔵
- 製作 - 須崎一夫
- プロデューサー - 伊藤正昭、米山紳
- 企画 - 伊藤靖浩、中沢敏明
- 原作 - 荒俣宏「帝都物語外伝 機関童子」
- 脚本 - 山上梨香
- 撮影 - 藤石修
- 特殊メイク - 原口智生
- 美術 - 及川一
- 編集 - 太田義則
- 音楽 - 奥居史生、阿部正也

## OVA版
東映VANIMEレーベルのOVAとして、原作の「神霊篇」から「龍動篇」までをアニメ化。VHS版は1991年（平成3年）発売。全4巻。DVD版は2007年（平成19年）4月21日発売。全2巻。映画版と同じく加藤役を嶋田久作が演じている。

### 声の出演
- 加藤保憲 - 嶋田久作
- 辰宮由佳理 - 潘恵子
- 目方恵子 - 麻上洋子
- 辰宮洋一郎 - 塩沢兼人
- 平井保昌 - 納谷悟朗
- 鳴滝順一 - 山寺宏一
- 幸田露伴 - 屋良有作
- 寺田寅彦 - 龍田直樹
- 森鴎外 - 笹岡繁蔵
- 賀茂 - 山口健
- 黒田茂丸 - 緒方賢一
- 渋沢栄一 - 阪脩
- 早川徳次 - 土師孝也
- 目方新 - 矢田耕司
- 天野順吉 - 北村弘一
- 工藤参謀 - 佐藤正治
- 辰宮雪子 - 伊藤礼奈
- 西村真琴 - 徳丸完
- 謎の看護婦 - 篠原恵美
- 易者 - 置鮎龍太郎
- 遊女 - 寺瀬めぐみ
- 弟子 - 真地勇志、佐藤浩之
- 局長 - 梅津秀行
- 少女 - 小島幸子
- 工夫 - 江川央生
- 学者 - 佐藤浩之
- ナレーション - 岡部政明

### スタッフ
- 監督 - 片山一良（魔都篇）、千明孝一（震災篇）、久米一成（龍動篇）、池田成（菩薩篇）
- 原作 - 荒俣宏
- 脚本 - 遠藤明範
- キャラクターデザイン - 摩砂雪
- シリーズ監督 - りんたろう
- 美術監督 - 金子英俊
- 音楽 - KAZZ TOYAMA（外山和彦）
- 音響監督 - 三間雅文
- 音響効果 - 倉橋静男、柴崎憲治（サウンドボックス）
- 作画スタッフ - 野田卓雄、鶴巻和哉、本田雄、関野昌宏、中山勝一、羽山賢二、赤堀重雄、児山昌宏、福島善晴、南伸一郎、小倉陳利、東海林真一、樋口真嗣、前田真宏、岸田隆宏、庵野秀明、増尾昭一、黒沢守、大橋誉志光、黒田和也、都留稔幸、摩砂雪他。
- 制作スタジオ - マッドハウス
- 製作 - 東映ビデオ、オズ

### サブタイトル
1. 第一部 魔都篇
2. 第二部 震災篇
3. 第三部 龍動篇
4. 第四部 菩薩篇

### サウンドトラック
- 帝都物語～暗黒交響詩
  - メーカー - キングレコード
  - 発売日 - 1991年9月21日

1. 〈序〉魔都
2. 荒ぶる神
3. 依童
4. 巫女
5. 竜動
6. 帝都改造計画
7. 式神
8. 護法童子
9. 観音力
10. 五芒星
11. 軍服の魔人
12. 復興

## 漫画版
藤原カムイ版
角川書店刊。映画版『帝都物語』に合わせての刊行で、「神霊篇」から「龍動篇」を元にしている。
高橋葉介版
角川書店刊。後に朝日ソノラマや宙出版で再刊行されている。映画『帝都大戦』に合わせての刊行で、「魔王篇」と「戦争篇」を元にしている。
川口敬版
小学館『ビッグコミックスピリッツ』に連載。単行本としては刊行されていない。

## 関連作品
- 「帝都大戦」FM-TOWNS用ゲーム。
- 『今夜は最高』1988年（昭和63年）） - 『帝都物語』公開時に宣伝として加藤役で嶋田久作出演。目方恵子役は国生さゆり。
- 『仮面ノリダー（とんねるずのみなさんのおかげです）』（1989年（平成元年）） - 第47話に本作のパロディキャラである「帝都大戦男（加藤タカオ）」が登場。加藤役の嶋田久作、辰宮雪子役の南果歩が出演。

### 荒俣宏による関連作品
原作者の荒俣宏が関わった関連作品。
- 『帝都物語異録』（2001年（平成13年）） - 『帝都物語』の解析書。
- 『妖怪大戦争』（2005年（平成17年）） - 加藤保憲が登場。
- 『シム・フースイ』シリーズ（1993年（平成5年） - ） - 黒田茂丸の孫である黒田龍人が主人公。黒田龍人は『帝都物語外伝 機関（からくり）童子』にも登場する。
  - 『東京龍 トーキョードラゴン』（1997年（平成9年）） - 『シム・フースイ』シリーズの映像作品。